# Derechos sexuales
Los derechos sexuales o el derecho a la sexualidad se refieren al derecho humano reconocido a expresar la propia sexualidad sin discriminación por motivos de orientación sexual. El derecho a la sexualidad reconoce el derecho a la libertad de orientación sexual de las personas y su diversidad, así como la protección de esos derechos sexuales. El derecho a la no discriminación es la base del derecho a la sexualidad, pero está estrechamente relacionado con el ejercicio y la protección de otros derechos humanos fundamentales.
Junto a los principios que se recogen en la legislación internacional sobre derechos humanos los derechos sexuales y el derecho a la sexualidad también aparecen reflejados en las declaraciones de la  ONU sobre los derechos reproductivos y salud reproductiva. La apertura cultural y social de diversos grupos y sectores sociales a finales del siglo XX e inicios del XXI ha provocado la creación de organizaciones civiles en búsqueda del reconocimiento del ejercicio de la sexualidad como un derecho humano y el respeto por la diversidad sexual. Estos grupos también se han enfrentado a la oposición de grupos conservadores, tales como la Iglesia y grupos de derecha.

## Derechos sexuales y reproductivos
Los derechos sexuales se encuentran, en parte, reconocidos en las declaraciones de la ONU sobre los derechos reproductivos y salud reproductiva.
Los derechos reproductivos son aquellos que buscan proteger la libertad y autonomía de todas las personas para decidir con responsabilidad si tener hijos o no, cuántos, en qué momento y con quién. Los derechos reproductivos dan la capacidad a todas las personas de decidir y determinar su vida reproductiva. Los derechos reproductivos, al igual que los derechos humanos, son inalienables y no están sujetos a discriminación por género, edad o raza.
En México, la Cartilla de Derechos  Sexuales, en 2001, da a conocer la importancia del reconocimiento y ejercicio de los Derechos Humanos relacionados con la sexualidad relacionado con los adolescentes y jóvenes del país.
El origen del concepto de Derechos Reproductivos, en el marco de Naciones Unidas y la Organización Mundial de la Salud aparece en la Conferencia de Teherán de 1969 y en la definición de Bucarest (Conferencia sobre Población de 2005) como un derecho fundamental tanto de las parejas como de los individuos. La inclusión e integración de la planificación familiar dentro del campo de los derechos reproductivos y de la salud reproductiva se produce por primera vez en la Conferencia Internacional para mejorar la salud de las Mujeres y los Niños por medio de la Planificación Familiar, en Nairobi, Kenia, (5 a 9 de octubre de 1987).
El Programa de Acción de la Conferencia Internacional sobre Población y Desarrollo, celebrada en El Cairo en septiembre de 1994 da esta definición de los derechos reproductivos:

Los derechos reproductivos abarcan ciertos derechos humanos que ya están reconocidos en leyes nacionales, documentos internacionales sobre derechos humanos y en otros documentos aprobados por consenso. Estos derechos se basan en el reconocimiento del derecho básico de todas las parejas e individuos a decidir libre y responsablemente el número de hijos, el espaciamiento de los nacimientos y a disponer de la información y de los medios para ello, así como el derecho a alcanzar el nivel más elevado de salud sexual y reproductiva. También incluye el derecho a adoptar decisiones relativas a la reproducción sin sufrir discriminación, coacciones o violencia, de conformidad con lo establecido en los documentos de derechos humanos.
Programa de Acción de la Conferencia Internacional sobre Población y Desarrollo, El Cairo, Egipto, 5-13 de septiembre de 1994, Doc. de la ONU A/CONF.171/13/Rev.1 (1995)

## Legislación internacional sobre derechos sexuales
El debate sobre la consideración de los derechos sexuales y de reproducción como parte de los derechos humanos fue abierto en el Cairo, durante la Conferencia Internacional de sobre Población y Desarrollo de 1994 y la Conferencia Internacional de la mujer de Bejing de 1995, en las cuales cambió el concepto de sexualidad y se le reconoció como una actividad vital necesaria para la procreación y reproducción del ser humano y como una actividad para establecer relaciones afectivas. También se discutieron temas acerca de la planificación familiar, la protección sexual (incluyendo la de jóvenes), varias propuestas de leyes y programas políticos, considerando aspectos como el control de natalidad y el control demográfico.

### Legislación internacional sobre derechos sexuales —ONU—
Los derechos sexuales y el derecho a la sexualidad se derivan básicamente de la legislación internacional sobre derechos humanos y en concreto de la protección a la no discriminación por sexo, así como el derecho a la salud que se reconoce en la Declaración Universal de los Derechos Humanos, el Pacto Internacional de Derechos Civiles y Políticos y el Pacto Internacional de Derechos Económicos, Sociales y Culturales.
- Derecho a la orientación sexual - Reconocido en el preámbulo de los Principios de Yogyakarta.

...capacidad de cada persona de sentir una profunda atracción emocional, afectiva y sexual, y las relaciones íntimas y sexuales con personas de un sexo diferente o del mismo sexo, o más de una género.

- No discriminación por orientación sexual - Reconocida en la Declaración Universal de los Derechos Humanos (DUDH) y también en el Pacto Internacional de Derechos Civiles y Políticos (PIDCP). La DUDH establece la no discriminación en su artículo 2:

DUDH. Toda persona tiene todos los derechos y libertades proclamados en esta Declaración, sin distinción alguna, por motivos de raza, color, sexo, idioma, religión, opinión política o de otra índole, origen nacional o social, posición económica, nacimiento o cualquier otra condición. Además, no se hará distinción alguna en función de la condición política, jurídica o internacional del país o territorio al que pertenece una persona, ya sea independiente, fiduciaria, no autónomo o bajo cualquier otra limitación de soberanía.

PIDCP.Cada Estado Parte en el presente Pacto se compromete a respetar ya garantizar a todos los individuos que se encuentren en su territorio y estén sujetos a su jurisdicción los derechos reconocidos en el presente Pacto, sin distinción alguna, por motivos de raza, color, sexo, idioma, religión , opinión política o de otra índole, origen nacional o social, posición económica, nacimiento o cualquier otra condición social.

- Derecho a la salud - Reconocido en el Pacto Internacional de Derechos Económicos, Sociales y Culturales - Derechos económicos, sociales y culturales, artículo 11.

Artículo 11 del Pacto Internacional de Derecho Económicos, Sociales y Culturales: Toda persona tiene el derecho... a la asistencia médica y los servicios sociales necesarios; tiene asimismo derecho a los seguros en caso de desempleo, enfermedad, invalidez, viudez, vejez u otros casos de pérdida de sus medios de subsistencia por circunstancias independientes de su voluntad.

### Principios de Yogyakarta
Los principios de Yogyakarta sobre la Aplicación del Derecho Internacional de Derechos Humanos a las Cuestiones de Orientación Sexual e Identidad de Género, es un documento que contiene una serie de principios legales cuyo fin es la aplicación del derecho internacional de los derechos humanos en relación con la orientación sexual y la identidad de género. El texto marca los estándares básicos para que las Naciones Unidas y los Estados avancen para garantizar las protecciones a los Derechos Humanos a las personas LGBT. Su presentación tuvo lugar el 26 de marzo de 2007 en el Consejo de Derechos Humanos de la ONU en Ginebra y posteriormente fue ratificado por la Comisión Internacional de Juristas. El origen más inmediato del documento está en el llamamiento que hicieron 54 Estados en dicho Consejo en el año 2006, para que se respondiera ante las graves violaciones de derechos humanos de lesbianas, gays, bisexuales y personas transexuales o transgénero, e intersexuales que se dan habitualmente en numerosos países.

### Resolución de Brasil
La Resolución de Brasil sobre Derechos Humanos y Orientación Sexual fue presentada al Consejo Económico y Social de las Naciones Unidas en el año 2003. La resolución E/CN.4/2003/L.92 * fue incluida en la Comisión de Derechos Humanos, quincuagésimo noveno período de sesiones, tema 17 de la agenda. La resolución contiene 6 declaraciones:
1. Expresa su profunda preocupación por los casos de violaciones de los derechos humanos en todo el mundo contra las personas por motivo de su orientación sexual;
2. Hace hincapié en que los derechos humanos y las libertades fundamentales son patrimonio innato de todos los seres humanos, que el carácter universal de estos derechos y libertades es incuestionable y que el disfrute de esos derechos y libertades no debe verse obstaculizado en modo alguno por motivos de orientación sexual;
3. Exhorta a todos los Estados a promover y proteger a los derechos humanos de todas las personas, independientemente de su orientación sexual;
4. Examina la atención prestada por la Comisión de Derechos Humanos de las Naciones Unidas a las violaciones de los derechos humanos por motivos de orientación sexual y su reflejo en los procedimientos especiales e informes, así como por los órganos de supervisión de tratados y pactos, y alienta a dicha Comisión a establecer y facilitar todos los procedimientos especiales posibles, dentro de sus mandatos, con el objeto de prestar la debida atención a este tema;
5. Solicita a las Naciones Unidas (Oficina del Alto Comisionado de las Naciones Unidas para los Derechos Humanos) la prestación de la debida atención a la violación de los derechos humanos por motivos de orientación sexual;
6. Decide seguir examinando la cuestión en su sexagésimo período de sesiones bajo el mismo tema del programa.

La discusión de la resolución se pospuso a 2004 ya que se pensaba que no iba a admitirse, sin embargo fue admitida y discutida el 18 de diciembre en 2008 y reconocida como la Declaración sobre orientación sexual e identidad de género de las Naciones Unidas.

### Declaración sobre orientación sexual e identidad de género de las Naciones Unidas
La declaración de la ONU sobre orientación sexual e identidad de género es una iniciativa francesa, respaldada por la Unión Europea, presentada ante la Asamblea General de las Naciones Unidas el 18 de diciembre de 2008. La declaración, originalmente propuesta como resolución, provocó otra declaración en sentido opuesto promovida por países árabes. Ambas declaraciones permanecen abiertas a nuevas firmas. La declaración condena la violencia, el acoso, la discriminación, la exclusión, la estigmatización y el prejuicio basado en la orientación sexual y la identidad de género. También condena los asesinatos y ejecuciones, las torturas, los arrestos arbitrarios y la privación de derechos económicos, sociales y culturales por estos motivos.
La declaración supuso un gran avance para los derechos humanos que rompió el tabú de hablar sobre los derechos LGBT en las Naciones Unidas. Los opositores a la declaración calificaron esta como un intento de legalizar la pedofilia y otros actos deplorables.
El 17 de junio de 2011, el Consejo de Derechos Humanos de las Naciones Unidas en una Resolución sobre Derechos Humanos, Orientación Sexual e Identidad de Género, adoptada por 23 votos a favor, 19 en contra y 3 abstenciones, solicitó la comisión de un estudio para documentar las leyes discriminatorias y los actos de violencia contra las personas en función de su orientación sexual y identidad de género.
La Resolución de 2011 tenía la intención de arrojar luz sobre cómo podrían utilizarse los derechos humanos internacionales para prevenir actos de violencia y discriminación contra personas de diversas orientaciones sexuales.
El 15 de diciembre de 2011, la Oficina del Alto Comisionado de las Naciones Unidas para los Derechos Humanos publicó el primer Informe sobre los derechos humanos de las personas LGBT.
El informe hizo las siguientes recomendaciones. Con el fin de evitar que se produzcan tales actos de violencia, se recomienda a los Estados miembros de las Naciones Unidas:
- Investigar rápidamente todos los asesinatos denunciados y los incidentes graves de violencia contra las personas LGBT, independientemente de si se llevan a cabo de forma privada o pública, por actores estatales o no estatales, asegurando la rendición de cuentas por dichas violaciones y el establecimiento de mecanismos de denuncia de dichos incidentes.
- Tomar medidas para prevenir la tortura y otras formas de trato cruel, inhumano o degradante, garantizar la rendición de cuentas por tales violaciones y establecer mecanismos de denuncia.
- Derogar las leyes que criminalizan la homosexualidad, la conducta sexual del mismo sexo, otras leyes penales que detienen a las personas basadas en su sexualidad y suprimen la pena de muerte por delitos que implican relaciones sexuales consensuadas dentro de relaciones entre personas del mismo sexo.
- Promulgar una legislación integral contra la discriminación, asegurando que la lucha contra la discriminación basada en la orientación sexual esté en los mandatos de los organismos nacionales de derechos humanos.
- Garantizar que la libertad de expresión, asociación y reunión pacífica pueda ejercerse de forma segura sin discriminación en la orientación sexual o la identidad de género.
- Implementar programas de capacitación adecuados para el personal encargado de hacer cumplir la ley y apoyar campañas de información pública para contrarrestar la homofobia y la transfobia entre el público en general y en las escuelas.
- Facilitar el reconocimiento legal del género preferido de las personas transgénero.

Las Naciones Unidas aún no han tomado medidas adicionales, aunque en 2008 se presentó una propuesta de declaración sobre orientación sexual e identidad de género ante la Asamblea General de las Naciones Unidas. Sin embargo, esa declaración no ha sido adoptada oficialmente por la Asamblea General y sigue abierta a los signatarios.

### Recomendaciones del Consejo de Europa
El Consejo de Europa, mediante el Comité de Ministros estableció la Recomendación CM / Rec (2010) 5 del Comité de Ministros a los Estados miembros sobre las medidas para combatir la discriminación por motivos de orientación sexual o identidad de género, documento aprobado por el Comité de Ministros de 31 de marzo de 2010 en la reunión en la reunión de 1081a de Delegados de los Ministros en los términos del Artículo 15.b del Estatuto del Consejo de Europa. El Comité de Ministros, recordando la universalidad de los derechos humanos, reconociendo que las personas lesbianas, gays, bisexuales y transgénero han sido durante siglos y siguen siendo objeto de la homofobia, la transfobia y otras formas de intolerancia y discriminación, incluso dentro de su familia - incluyendo la criminalización, la marginación, la exclusión social y la violencia - por motivos de orientación sexual o identidad de género, y que se requiere acción específica con el fin de garantizar el pleno disfrute de los derechos humanos de estas personas; teniendo en cuenta la Jurisprudencia del Tribunal Europeo de Derechos Humanos así como que ninguno de los valores culturales, tradicionales, ni religioso, ni las reglas de la «cultura dominante» puede ser invocada para justificar la incitación al odio o cualquier otra forma de discriminación, incluida la basada en la orientación sexual o identidad de género así como otros muchos aspectos legales e inspirados en los derechos humanos, recomienda a los Estados miembros de la Comunidad Europea:
1. Examinar las medidas legislativas y de otra índole, mantenerlos bajo revisión, así como recopilar y analizar los datos pertinentes, a fin de supervisar y corregir cualquier discriminación directa o indirecta por razón de orientación sexual o identidad de género;
2. Garantizar que las medidas legislativas y de otra índole que se adopten y apliquen efectivamente para combatir la discriminación por motivos de orientación sexual o identidad de género, para garantizar el respeto de los derechos humanos de lesbianas, gays, bisexuales y personas transgénero y promover la tolerancia hacia las mismas;
3. Garantizar que las víctimas de discriminación conozcan y tengan acceso a recursos jurídicos efectivos ante una instancia nacional, e incluyen que las medidas para combatir la discriminación, en su caso, las sanciones por las multas y la provisión de una reparación adecuada a las víctimas de la discriminación;
4. Guiarse en sus leyes, políticas y prácticas de los principios y medidas que figuran en el anexo de la presente Recomendación;
5. Velar, por los medios apropiados y acciones que la presente Recomendación, incluido su apéndice, se traduce y se difundan lo más ampliamente posible.

#### Derechos sexuales humanos
- I - Derecho a la vida, la seguridad y la protección contra la violencia

- A - Los crímenes de odio y otros incidentes motivados por el odio (art. 1 a 5), deberán ser investigados, sancionados jurídicamente y las personas víctimas de crímenes por su orientación sexual o identidad de género especialmente protegidos.
- B - El discurso del odio (art. 6 a 8). Los Estados miembros prohibiarán y lucharán contra la incitación, promoción o difusión de cualquier forma de odio o discriminación contra los gays lesbianas,, bisexuales y personas transgénero.

- II. La libertad de asociación (art. 9 a 12). Los Estados protegerán la libertad de asociación puede ser efectiva sin discriminación por motivos de orientación sexual o identidad de género. Protegerán efectivamente a los defensores de los derechos humanos de las personas lesbianas, gays, bisexuales y personas transgénero.
- III. La libertad de expresión y de reunión pacífica (art. 13 a 17). Los Estados miembros protegerán el derecho a la libertad de expresión y de reunión pacífica.
- IV. Derecho al respeto de la vida privada y familiar (art. 18 a 28). Los Estados miembros deben velar porqué toda la legislación discriminatoria criminalización del mismo sexo los actos sexuales entre adultos que consienten, incluyendo cualquier diferencia con respecto a la edad de consentimiento para actos homosexuales y actos sexuales heterosexuales, quedan derogadas, sino que también deberían adoptar medidas apropiadas para garantizar que disposiciones de Derecho penal que, por su redacción, puede dar lugar a una aplicación discriminatoria son o bien derogadas, modificadas o aplicadas en una manera que sea compatible con el principio de no discriminación.
- V. Empleo (art. 29 y 30). Los Estados miembros deben garantizar el establecimiento y aplicación de medidas adecuadas que aseguren una protección efectiva contra la discriminación por motivos de orientación sexual o identidad de género en el empleo y la ocupación en el sector público como en el sector privado. Estas medidas deben cubrir las condiciones de acceso al empleo y la promoción, despidos, las condiciones laborales salariales y de otro tipo, incluidos la prevención, el combate y sanción del acoso y otras formas de victimización.
- VI. Educación (art. 31 y 32) Los Estados miembros deben adoptar las medidas legislativas y de otra índole, dirigidas al personal docente y los alumnos, para garantizar que el derecho a la educación puede ser efectiva sin discriminación por motivos de orientación sexual o de género identidad, lo que incluye, en particular, la protección del derecho de los niños y jóvenes a la educación en un ambiente seguro, libre de violencia, la intimidación, la exclusión social y otras formas de trato discriminatorio y degradante relacionada con la orientación sexual o identidad de género. Teniendo en cuenta los intereses primordiales de los niños, las medidas adecuadas se deben tomar al respecto en todos los niveles para promover la tolerancia y el respeto mutuo en las escuelas, independientemente de su orientación sexual o identidad de género. Esto debe incluir el suministro de información objetiva con respecto a la orientación sexual e identidad de género, por ejemplo en los programas escolares y materiales educativos, y proporcionar a los alumnos y estudiantes con la información necesaria protección y el apoyo que les permita vivir de acuerdo con su orientación sexual y de género identidad. Además, los Estados miembros pueden diseñar y poner en práctica la igualdad de la escuela y las políticas de seguridad y planes de acción y puede garantizar el acceso a una adecuada formación antidiscriminatoria o de apoyo y material didáctico. Estas medidas deben tener en cuenta los derechos de los padres respecto a la educación de sus hijos.
- VII. Salud - (art. 33 a 36) Los Estados miembros deben adoptar las medidas legislativas y de otra índole para asegurar que el más alto nivel posible de salud puede ser efectiva sin discriminación por motivos de orientación sexual o identidad de género.
- VIII. Viviendas (art. 37 y 38). Deben adoptarse medidas para garantizar que el acceso a una vivienda adecuada puede ser efectivamente e igualmente disfrutado por todas las personas, sin discriminación por motivos de orientación sexual o identidad de género; dichas medidas, en particular, buscan proporcionar protección contra los desalojos discriminatorios, y para garantizar la igualdad de derechos para adquirir y conservar la propiedad de la tierra y otros bienes.
- IX. Deportes (art. 39 a 41) La homofobia, transfobia y discriminación por motivos de orientación sexual o identidad de género en el deporte es, como el racismo y otras formas de discriminación, inaceptable y debe ser combatido.
- X. Derecho a buscar asilo (art. 42 a 44). En los casos en que los Estados miembros tienen obligaciones internacionales en este sentido, se debe reconocer que un temor bien fundado de persecución por motivos de orientación sexual o identidad de género puede ser un motivo válido para la concesión del estatuto de refugiado y de asilo en virtud de la legislación nacional.
- XI. Estructuras nacionales de derechos humanos (art. 45) Los Estados miembros deben garantizar que las estructuras nacionales de derechos humanos están claramente el mandato de luchar contra la discriminación por motivos de orientación sexual o identidad de género, en particular, deben ser capaces de hacer recomendaciones sobre la legislación y las políticas, sensibilizar a la población en general, así como - en cuanto a la legislación nacional así lo disponga - examinar las quejas individuales relativas a los sectores privado y público e iniciar o participar en procedimientos judiciales.
- XII. La no discriminación por múltiples motivos (art. 46) Los Estados miembros son animados a tomar medidas para garantizar que las disposiciones jurídicas en la legislación nacional que prohíbe o impide la discriminación también protegen contra la discriminación por múltiples motivos, incluso por razones de orientación sexual o identidad de género; estructuras nacionales de derechos humanos deben tener un mandato amplio para que puedan abordar estas cuestiones.

### Jurisprudencia
En Australia, en el caso Toonen versus Australia el Comité de Derechos Humanos de Naciones Unidas (CDH) concluyó que la referencia al «sexo» en el artículo 2 del Pacto incluía la orientación sexual, con lo que el derecho a la sexualidad y la orientación sexual debían estar protegidos como derechos humanos consagrados en el Pacto Internacional de Derechos Civiles y Políticos (PIDCP)

## Asociaciones de salud sexual y sexología

### Declaración Universal de los Derechos Sexuales
En el XIII Congreso Mundial de Sexología, celebrado en 1997 en Valencia, España, se formuló la Declaración Universal de los Derechos Sexuales, que posteriormente (el 26 de agosto de 1999, en el XIV Congreso Mundial de Sexología, en Hong Kong) fue revisada y aprobada por la Asamblea General de la Asociación Mundial de Sexología (WAS).[cita requerida]
1. El derecho a la libertad sexual
2. El derecho a la autonomía sexual, a la integridad sexual y a la seguridad sexual del cuerpo
3. El derecho a la privacidad sexual
4. El derecho a la igualdad sexual (equidad sexual)
5. El derecho al placer sexual
6. El derecho a la expresión sexual emocional
7. El derecho a la libre asociación sexual
8. El derecho a tomar decisiones reproductivas, libres y responsables
9. El derecho a la información basada en conocimiento científico, sin censura religiosa o política
10. El derecho a la educación sexual general
11. El derecho a la atención clínica de la salud sexual

## Prohibiciones
En algunos países el sistema judicial castiga actos sexuales consensuados, lo que se denomina comúnmente sodomía. Ejemplos de prohibiciones son el sexo extramarital, sexo homosexual y sexo anal.
En diciembre de 2008,96 países de las Naciones Unidas firmaron una declaración en defensa de los derechos sexuales, incluyendo la mayoría de América y Europa, más Sudáfrica, Israel, Japón, Corea del Sur, Australia y Nueva Zelanda. 57 países de las Naciones Unidas, en su mayoría islámicos, firmaron una declaración en contra de los derechos sexuales.
La homosexualidad es castigada con muerte en Arabia Saudita, Brunéi, Emiratos Árabes Unidos, Irán, Mauritania, Sudán, Yemen y parte de Nigeria y Somalia, mientras que es castigada penalmente en Bangladés, Catar, Myanmar, Pakistán, Sierra Leona, Tanzania, Uganda.
En tanto, el sexo extramarital es ilegal en Arabia Saudita, Afganistán, Catar, Emiratos Árabes Unidos, Irán, Kuwait, Marruecos, Mauritania, Omán, Pakistán, Sudán y Yemen.